# Frank Mayo
Frank Lorimer Mayo (28 de junio de 1886 - 9 de julio de 1963) fue un actor estadounidense. Apareció en 310 películas entre 1911 y 1949.

## Biografía

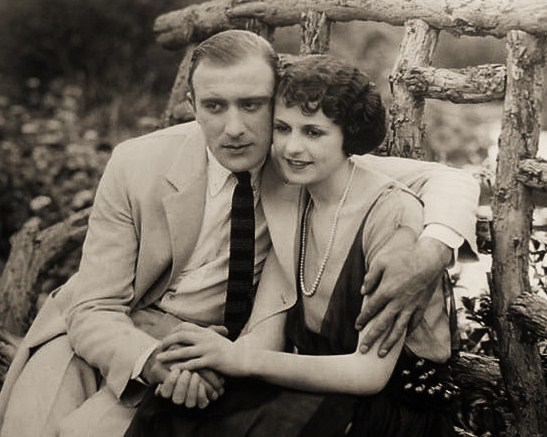
Mayo y Louise Lorraine en The Altar Stairs (1922)

Nacido en la ciudad de Nueva York, siendo hijo del actor Frank M. Mayo, y murió en Laguna Beach, California, debido a un infarto agudo de miocardio. En 1921 se casó con la actriz Dagmar Godowsky. El matrimonio fue anulado en agosto de 1926 debido a que Mayo también estaba casado con la actriz Anna Luther. Mayo fue enterrado en el Forest Lawn Memorial Park, Hollywood Hills en Los Ángeles.

## Filmografía
- The Red Circle (1915)
- Shadows (1916)
- Sold at Auction (1917)
- The Bronze Bride (1917)
- Easy Money (1917)
- Betsy Ross (1917)
- The Burglar (1917)
- The Purple Lily (1918)
- The Interloper (1918)
- Tinsel (1918)
- Laska (1919)
- The Rough Neck (1919)
- The Girl in Number 29 (1920)
- Hitchin' Posts (1920)
- Burnt Wings (1920)
- Through Eyes of Men (1920)
- The Blazing Trail (1921)
- Across the Dead-Line (1922)
- The Altar Stairs (1922)
- The First Degree (1923)
- Souls for Sale (1923)
- Six Days (1923)
- Wild Oranges (1924)
- The Shadow of the Desert (1924)
- The Plunderer (1924)
- The Triflers (1924)
- Is Love Everything? (1924)
- The Price She Paid (1924)
- Barriers Burned Away (1925)
- The Unknown Lover (1925)
- Passionate Youth (1925)
- Then Came the Woman (1926)
- Range Law (1931)
- Chinatown After Dark (1931)
- The Hawk (1931)
- Alias – the Bad Man (1931)
- Hell's Headquarters (1932)
- The Story of Louis Pasteur (1936)
- The Oklahoma Kid (1939) as Land Agent (Sin acreditar)
- The Roaring Twenties (1939) (Sin acreditar)
- The Wagons Roll at Night (1941)
- Highway West (1941)
- Lady Gangster (1942)
- Yankee Doodle Dandy (1942) as Hotel Clerk (Sin acreditar)
- The Gorilla Man (1943)
- Lake Placid Serenade (1944)
- The Devil's Mask (1946)
- The Strange Mr. Gregory (1946)